# Beck – Den förlorade sonen
Beck – Den förlorade sonen är en svensk TV-film som hade premiär på C More den 5 februari 2021. Filmen är den fjärde i sjunde säsongen baserad på Sjöwall Wahlöös fiktiva polis Martin Beck. Den är regisserad av Lisa Ohlin, med manus skrivet av Stefan Thunberg.

## Handling
Ett käkben påträffas i en skog. Inom kort hittas även hela kroppen, som tillhör den fem år försvunne Viktor Eklund, son till den kända författarinnan Cecilia Eklund, som i sin tur har lyckats lägga sin sons försvinnande bakom sig. Martin Beck har tidigare hållit i utredningen om Viktors försvinnande, men Alex å andra sidan tycker att den är ovanligt tunn, och inte alls lik det arbete som Martin brukar göra. Martin är också väldigt förtegen och ovillig att prata om just det här fallet, men Fredén däremot, tvekar inte att skylla det dåliga arbetet på honom. Samtidigt är det mycket som inte stämmer kring Martin och hans hälsotillstånd, då han mörkar för i stort sett allihopa om hur sjuk han egentligen är. Fredén tar då tillfället i akt och erbjuder hans tjänst till Alex, eftersom han vill ha nytt, fräscht blod i kåren. Men Alex själv verkar ha helt andra planer på gång, något som snabbt uppmärksammas av Josef.

## Rollista
- Peter Haber – Martin Beck
- Jennie Silfverhjelm – Alexandra "Alex" Beijer
- Martin Wallström – Josef Eriksson
- Måns Nathanaelson – Oskar Bergman
- Anna Asp – Jenny Bodén
- Jonas Karlsson – Klas Fredén
- Elmira Arikan – Ayda Çetin
- Rebecka Hemse – Inger
- Ingvar Hirdwall – Grannen
- Kristofer Hivju – Steinar Hovland
- Åsa Karlin – Bergström
- Tommy Wättring – Vilhelm Beck
- Camilla Larsson – Rättsläkaren
- Eva Dahlman – Läkaren
- Carina Lidbom – Cecilia Eklund
- Jonas Bane – Bernhard
- Amed Bozan – Leon Belotte
- Vilde Moberg – Linnea
- Fredrik Hedberg Eddahri – Miro
- Erik Enge – Viktor Eklund
- Martin Hedlund – Stekare
- Louie Marti – Max Binovcze
- Kalled Mustonen – Gallo
- Max Nilén – Journalisten
- Victoria Adler – Polis
- Tilde de Paula – sig själv
- Johan Eriksson – Polis
- Anna Hultgren – Polis
- Jonathan Sand – Man i rullstol